# 1987
1987（千九百八十七、一九八七、せんきゅうひゃくはちじゅうなな）は、自然数また整数において、1986の次で1988の前の数である。

## 性質
- 1987は300番目の素数である。1つ前は1979、次は1993。
  - 約数の和は1988。
- 119番目の非正則素数である。1つ前は1979、次は1993。
- 1/1987 は循環節の長さ331の循環小数である。
  - 逆数が循環小数になる数で循環節が331になる最小の数である。次は3974。
  - 循環節が n になる最小の数である。1つ前の330は713、次の332は16867。(オンライン整数列大辞典の数列 A003060)
- 1～49までの約数の総和である。1つ前は1930、次は2080。
- 1987 = 52 + 212 + 392 = 92 + 152 + 412 = 132 + 272 + 332 = 232 + 272 + 272
  - 3つの平方数の和4通りで表せる247番目の数である。1つ前は1957、次は1995。(オンライン整数列大辞典の数列 A025324)
  - 1987 = 52 + 212 + 392 = 92 + 152 + 412 = 132 + 272 + 332
    - 異なる3つの平方数の和3通りで表せる192番目の数である。1つ前は1978、次は2008。(オンライン整数列大辞典の数列 A025341)
- 各位の和が25になる15番目の数である。1つ前は1978、次は1996。
  - 各位の和が25になる数で素数になる5番目の数である。1つ前は1879、次は2689。(オンライン整数列大辞典の数列 A106763)
- 275番目の幸運数である。1つ前は1983、次は1995。(オンライン整数列大辞典の数列 A000959)
  - 70番目の素数の幸運数である。1つ前は1933、次は2053。(オンライン整数列大辞典の数列 A031157)

## その他 1987 に関連すること
- 西暦1987年
- 『1987』は、ホワイトスネイクのアルバム Whitesnake のヨーロッパでの題である。
- 「1987→」は、スピッツのシングル・コレクション『CYCLE HIT 2006-2017 Spitz Complete Single Collection』に収録されている曲である。
- 『1987、ある闘いの真実』は日本では2018年公開の韓国映画。張駿桓（朝鮮語版）監督作品。